# Ponte tibetano Cesana Claviere
Il ponte tibetano Cesana Claviere è un ponte tibetano situato in Piemonte. Lungo 468 metri, viene collocato al secondo posto tra i ponti tibetani più lunghi del mondo essendo superato solo dal ponte tibetano Castelsaraceno. 

## Collocazione
La struttura si trova, come dice il nome stesso, fra i comuni di Cesana Torinese e Claviere, nella provincia di Torino, a pochi chilometri dal confine francese. Esso si snoda all'interno delle Gorge di San Gervasio, laddove scorrono le acque del torrente Piccola Dora. Dal 2008 è stato aggiunto un ulteriore tratto di ponte della lunghezza di 90 m, nel suo punto centrale si raggiunge l'altezza massima del circuito di 80 m circa.

## Storia
Il ponte tibetano è stato realizzato nel 2006. Tutta la struttura è stata voluta e finanziata all'interno di un progetto Interreg, dai comuni di Cesana e Claviere, con la partecipazione dell'Unione Europea. È intitolato a Sergio Bompard, una guida alpina di Bardonecchia scomparsa nel 2006 a causa di una malattia.